# 王朝云墓
王朝云墓，位于中国广东省惠州市西湖西山，为惠州市的一个市、县级文物保护单位，类型为古墓葬，公布时间为1984年。
王朝云墓的历史年代为北宋。